# جوناس تشاندا
جوناس تشاندا هو طبيب وسياسي زامبي، ولد في 22 ديسمبر 1972. نشط حزبياً في Patriotic Front (Zambia) ‏. في 2016 Zambian general election ‏، انتخب عضو الجمعية الوطنية في زامبيا ‏ عن دائرة Bwana Mkubwa (constituency) ‏ وقد انضم خلال فترته النيابية ‏ (11 أغسطس 2016 – ) للكتلة البرلمانية Patriotic Front (Zambia) ‏.